# Quarta dinastia de Kish
La quarta dinastia de Kish és el nom que es dona als llegendaris reis de Sumer que van exercir el poder amb centre a Kish, després de l'hegemonia d'Akxak, segons diu la Llista de reis sumeris. En aquesta dinastia ja els anys de regnat són (excepte en un cas) xifres raonables, a diferència del temps que la llista dona per altres dinasties anteriors. El domini va passar després a Uruk.
Els reis coneguts van ser:
- Puzur-Sin de Kish: 25 anys
- Ur-Zababa de Kish: 400 (6?) anys
- Zimudar de Kish: 30 anys
- Ussi-Watar de Kish: 7 anys
- Eshtar-Muti de Kish: 11 anys
- Ishme-Shamash de Kish: 11 anys
- Shu-Ilishu de Kish: 15 anys
- Nanniya de Kish, el joier: 7 anys.[1]